# (4159) Freeman
(4159) Freeman ist ein Hauptgürtelasteroid, der am 5. April 1989 von Eleanor Helin vom Palomar-Observatorium aus entdeckt wurde. Der Asteroid hat eine relativ helle Oberfläche mit einer Albedo von etwa 0,28.
Der Asteroid wurde nach Ann Freeman, der geschäftsführenden Sekretärin des Seismological Laboratorys des Caltech, benannt.